# Donnie Fatso
«Donnie Fatso» (с англ. — «Толстяк Донни») — девятый эпизод двадцать второго сезона мультсериала «Симпсоны».

## Сюжет
После небольшого похмелья, связанного с наступлением Нового года, Гомер просыпается на следующий день и выходит выносить мусор, но шэф Виггам ловит его за нарушением курьёзных законов и выдаёт ему штраф на 1000$, которых у него нет. После этого он идёт в бар к Мо, который советует дать взятку должностному лицу. Однако в то время у чиновника был перерыв, и Гомер, устав ждать, оставляет взятку, после чего его арестовывает шеф Виггам и полиция. Гомеру дают 10 лет тюрьмы, однако шефу Виггаму становится жалко его, и он предлагает Гомеру поговорить со следователем ФБР, который предлагает выпустить его из тюрьмы, если Гомер тайно внедрится в банду Жирного Тони, информируя ФБР о их действиях. Мардж начинает переживать за Гомера, но ничего не может поделать.
По просьбе ФБР Гомер помогает Луи, в связи с чем Жирный Тони помогает ему бежать из тюрьмы, после этого Гомер много времени проводит с Жирным Тони, который даёт ему первое задание: поджечь Таверну Мо (однажды Жирный Тони позвонил в Таверну Мо, искав Юрия Натора, но Мо не нашёл его и решил, что это очередной розыгрыш Барта Симпсона), однако Мо сам поджигает Таверну Мо, чтобы скрыться от санитарной инспекции. Гомер становится мафиози, и у него появляется особая связь с Жирным Тони. В конце концов Жирный Тони случайно понимает, что Гомер — информатор и, не выдержав предательства, умирает от сердечного приступа.
Гомер возвращается домой и, чувствуя себя виновным в смерти Жирного Тони, приходит на его могилу, однако его похищают. Он просыпается в спортивном зале и видит перед собой кузена Жирного Тони из Сан-Диего — Стройного Тони (англ. Fit Tony), который похитил его, чтобы рассчитаться за смерть Жирного Тони. Однако поговорив, они решают, что во всём виноваты шпионившие агенты. Стройный Тони становится главой Спрингфилдской мафии, но сильно нервничает и начинает очень много есть, после чего становится Жирным Стройным Тони (англ. Fit Fat Tony) или просто Жирным Тони (шутка в «Симпсонах» о статусе-кво)

## Культурные отсылки
- Сюжет и название — пародия на фильм «Донни Браско».
- Гомер, запинающийся при произнесении слова «консильери» и в итоге сказавший «Роберт Дюваль» — отсылка к фильму «Крёстный отец», где Дюваль играл консильери.
- Монолог Гомера в конце — отсылка к фильму «Славные парни» (монолог Генри Хилла), так же, как и финальная песня «My Way» в исполнении Сида Вишеса.

## Отношение критиков и публики
Эпизод посмотрело 7.32 миллион зрителей и получил 3.2/8 % в рейтинге от 18 до 49 лет. Эпизод занял второе место по просмотрам ночью на той неделе, уступив лишь «Гриффинам», и занял третье место среди показанных на той неделе, уступив сериалу «Хор» и «Гриффинам».
Тодд ВанДерВерфф сказал: «Эпизод довольно ленивый. Были вещи, над которыми я смеялся, но в сюжете было слишком много переделок, к примеру „Донни Браско“ и „Славные парни“». В итоге он дал эпизоду оценку C, худшую после «Гриффинов» и «Американского папаши». Даррен Франич из журнала «Entertainment Weekly» поставил смерть Жирного Тони на 9 место среди лучших смертей персонажей 2010 года и сказал: «Сценаристы заслуживают похвалы за то, что они убили персонажа, которому почти 20 лет», позже он критиковал Стройного Тони. Он поставил серии С, выше оценку получили эпизод «Гриффинов» и эпизод «Американского папаши!».
Дэн Кастелланета получил номинацию на премию Эмми за выдающуюся голосовую работу за его роли Гомера Симпсона, Барни Гамбла, Клоуна Красти и Луи в этом эпизоде, но проиграл Морису Ламаршу за роли Лррра и Орсона Уэллса в эпизоде Футурамы «Lrrreconcilable Ndndifferences».

## Интересные факты
- На видео из вытрезвителя стоит дата 11 декабря 2010 года, в то время как первый эфир прошёл 12 декабря 2010 года.